# Michael Butterfield
Pour les articles homonymes, voir Butterfield.
Michael Butterfield (1635-Paris, 28 mai 1724) est un ingénieur et mathématicien français, d'origine britannique.

## Biographie
Il arrive en France en 1663 et s'établit comme fabricant d'instruments de mathématiques et d'astronomie dans le faubourg Saint-Germain (1678) puis Quai de l'Horloge (1691). Ses travaux sont cités dans le Journal des savants dès le 15 novembre 1677. En 1680, il produit sous la direction de Jean-Dominique Cassini un planisphère pour l'Académie royale des sciences de Paris.
Juré de la corporation des fondeurs (1702-1704), il forme des fabricants comme Jean-Jacques Langlois et Jean-François Piochat.
Il épouse avant 1696 Perrette Vernier. 
Ingénieur de Louis XIV pour les instruments de mathématiques, il invente des quarts de cercle qui furent très réputés et a donné son nom à un cadran solaire portatif à boussole.